# Número totiente perfecto
En teoría de números, un número totiente perfecto es un número entero que es igual a la suma de sus totientes iterados. Es decir, se aplica la función φ de Euler a un número n, se aplica de nuevo al totiente resultante, y así sucesivamente, hasta llegar al número 1, y se suma la secuencia de números resultante. Si la suma es igual a n, entonces n es un número totiente perfecto.

## Ejemplos
Por ejemplo, hay seis enteros positivos menores y coprimos con respecto a 9, por lo que el totiente de 9 es 6; hay dos números menores que 6 y coprimos con respecto a él, por lo que el totiente de 6 es 2; y hay un número menor que 2 y primo respecto a él, así que el totiente de 2 es 1. Se comprueba que 9 = 6 + 2 + 1, por lo que 9 es un número totiente perfecto.
Los primeros números totientes perfectos son
3, 9, 15, 27, 39, 81, 111, 183, 243, 255, 327, 363, 471, 729, 2187, 2199, 3063, 4359, 4375, ... (sucesión A082897 en OEIS).
En forma simbólica, se expresa de la forma siguiente
{\displaystyle \varphi ^{i}(n)={\begin{cases}\varphi (n),&{\text{ si }}i=1\\\varphi (\varphi ^{i-1}(n)),&{\text{ si }}i\geq 2\end{cases}}}
para la función totiente iterada. Entonces si c es el entero tal que
{\displaystyle \displaystyle \varphi ^{c}(n)=2,}
se tiene que n es un número totiente perfecto si
{\displaystyle n=\sum _{i=1}^{c+1}\varphi ^{i}(n).}

## Múltiplos y potencias de tres
Se puede observar que muchos totientes perfectos son múltiplos de 3; de hecho, 4375 es el número totiente perfecto más pequeño que no es divisible por 3. Todas las potencias de 3 son números totientes perfectos, como puede verse por inducción usando el hecho de que
{\displaystyle \displaystyle \varphi (3^{k})=\varphi (2\times 3^{k})=2\times 3^{k-1}.}
Venkataraman (1975) encontró otra familia de números totientes perfectos: si p = 4 × 3k + 1 es primo, entonces 3p es un número totiente perfecto. Los valores de k que conducen a números totientes perfectos de esta manera son
0, 1, 2, 3, 6, 14, 15, 39, 201, 249, 1005, 1254, 1635, ... (sucesión A005537 en OEIS).
De manera más general, si p es un número primo mayor que 3, y 3p es un número totiente perfecto, entonces p ≡ 1 (mod 4) (Mohan y Suryanarayana 1982). No todos los p de esta forma conducen a números totientes perfectos; por ejemplo, 51 no es un número totiente perfecto. Iannucci et al. (2003) demostraron que si 9p es un número totiente perfecto, entonces p es un número primo de una de las tres formas específicas enumeradas en su artículo. No se sabe si existen números totientes perfectos de la forma 3kp donde p es primo y k > 3.